# Begonia inculta
Espèce
Synonymes
- Begonia inculta var. inculta[1]

Begonia inculta est une espèce de plantes de la famille des Begoniaceae.
L'espèce fait partie de la section Pritzelia.
Elle a été décrite en 1953 par Edgar Irmscher (1887-1968).

## Répartition géographique
Cette espèce est originaire du pays suivant : Brésil.

## Liste des variétés
Selon Tropicos (7 février 2017) (Attention liste brute contenant possiblement des synonymes) :
- variété Begonia inculta var. inculta
- variété Begonia inculta var. vestita Handro